# Përmet (distrito)
Përmet (em albanês:  Rrethi i Përmetit) é um dos 36 distritos da Albânia localizado no sudoeste do país, na prefeitura de Gjirokastër. Sua capital é a cidade de Përmet.
Sua população inclui uma comunidade valáquia (aromena).
Com o fim do comunismo no país, a região assistiu um renascimento da Igreja Ortodoxa Grega, de seitas islâmicas e, como novidade histórica, o protestantismo.
O distrito é tradicionalmente conhecido por sua produção de vinho e raki, um derivado alcoólico da uva. Os destaques geográficos são Dhëmbel, Nemërçkë, as montanhas Trebeshinë, o rio Bjosë e as fontes termais de Bënjë. Estas últimas são um popular atrativo turístico da Albânia.